# 高梁桥
高梁桥，位于北京市西城区和海淀区的交界处，原来处在高梁桥路横跨南长河之处。如今高梁桥路已改从该桥两旁经过。是一座桥、闸一体的建筑，故又称高梁闸。为第七批全国重点文物保护单位——大运河的子项。

## 名称
高梁桥（高梁闸）做为全国重点文物保护单位时，被写为“高粱闸”。因为高梁桥是横跨古高梁水而得名，与粮食作物高粱毫无关系。而文物保护单位若因命名错误等原因更名，通常需要遵守一定程序。

## 历史
高梁桥始建于元朝至元二十九年（1292年）。元世祖忽必烈为满足元大都的用水和南粮北运的需要，派都水监郭守敬引昌平白浮泉以及西山玉泉诸水汇流来此，形成水道，流经护城河、积水潭，直达通惠河。该桥建成后，多次受到修缮和改造。现存的桥为清朝所建。高梁桥是元朝出元大都和义门的主要通道。明朝、清朝时，是出北京内城西直门向西北的主要通道。
高梁桥因横跨古高梁水而得名。古时该桥宽约6米。桥上置闸，称“高梁闸”，又称“西城闸”。此闸已毁，现存闸板一件。高梁桥是青白石三孔联拱式石桥，两侧设有石护栏。桥西面原来有清朝乾隆十六年（1751年）兴建的“倚虹堂”，南岸设有船坞，中华民国时期被拆卖。1980年代初期展宽高梁桥路路面时，重修高梁桥。此后又经过多次修缮。桥长约16米，宽约10米，共有16对石柱。
高梁桥原来在南北两端各有牌坊一座。南牌坊的南额题有“长源”，北额题有“永泽”；北牌坊的北额题有“姿安”，南额题有“广润”。
高梁桥过去是北京人的踏青之处。刘侗在《帝京景物略》中称：“岁清明，桃柳当候，岸草遍矣，都人踏青高梁桥。”袁中郎在《琼花斋集》中称：“高梁桥在西直门外，京师最胜地也。两水夹堤，垂杨十余里，流急而清；鱼之沉水底者，鳞鬣可见；精蓝棋置，丹楼珠塔，窃窕绿树中；而西山之在九席者，朝夕设色以娱游人。当春盛时，城中仕女云集，缙绅士大夫，非甚不暇，未有不一至其地者也。”明清时期，高梁桥畔有船坞、码头，皇帝、皇后、太后赴北京西郊的寺庙进香时，在此地换乘龙舟经水路往返。河岸边古刹林立，河水清可见底。京城的王公大臣、男女老幼每年夏季坐在河两岸的树荫下赏景，高梁桥头的酒馆、茶馆客人盈门。
高梁桥桥下的南长河与转河交界处的河段，原来称高梁河（高梁水）。此处的河水是从玉泉山、昆明湖流向德胜门水关。《天咫偶闻》载：“西直门而西北，有如山荫道上，应接不暇，去城最近者为高梁桥……沿河高楼多茶肆。”慈禧太后赴颐和园时，往往在高梁桥附近的倚虹堂船坞上船，经白石桥、万寿寺、麦钟桥、长春桥，直达颐和园和玉泉山。也有石路从西直门经高梁桥直达畅春园、圆明园和颐和园。
1909年京张铁路建成，起点西直门火车站便设在高梁桥东侧。高梁桥也随之繁华起来，路旁两侧商贾云集，店铺林立。1949年北平和平解放时，中国人民解放军入城式在西直门外举行，距离高梁桥不远。北平和平解放后，高梁桥逐渐被民宅及市场淹没，桥北侧的转河河道被改为暗河，桥南侧的河道则缩小变成水沟。高梁桥也因桥上的高梁桥路的繁华而成为交通堵塞路段。高梁桥的许多栏杆及石礅均因损毁而更换过。2002年，转河恢复工程启动，将暗河恢复为明河，从而使高梁河恢复了旧日的风貌。2003年转河通航。2003年时，为缓解交通压力，在高梁桥北面新建一座桥，高梁桥路改经这座新桥。后来这座新桥也因交通压力大而不敷使用，需要改建，因此在保留高梁桥原址不变的前提下，在高梁桥的南北两侧各建一座钢筑水泥结构的公路桥，分别作为高梁桥路的上、下行道，每座桥长14米，宽18米，荷载单行15吨，拖挂60吨。高梁桥则被夹在这两座公路桥之间，不再供道路通行。2010年，西城区决定恢复高梁桥周边的传统绿色景致。
高梁桥是北京市西城区与海淀区的界桥。21世纪初，桥南归西城区展览路街道办事处管辖，桥北归海淀区北下关街道办事处管辖。
高梁桥起初被列为海淀区文物保护单位。2013年，以高粱闸之名，作为大运河北京段的一部分，列为第七批全国重点文物保护单位大运河的组成部分。

## 高亮赶水
“高亮赶水”是北京的民间传说，与高梁桥有关。传说明朝刘伯温兴建北京城时，龙公企图将北京城内的水收回。龙公全家打扮作卖菜小贩混入北京城中。龙公命龙子把城内的甜水收回，命龙女把城内的苦水收回，分别装入两只大皮囊，由龙王推车运出西直门。
刘伯温得知后很着急。一位名叫高亮的青年工匠挺身而出，愿将水追回。刘伯温告诉高亮，龙王推的两个水囊中，左面是甜水，右面是苦水，要先刺破装着甜水的水囊，随后赶紧向回跑，不可回头看。高亮持红缨枪跑出西直门，来到玉泉山下，果然见一老头推着车在前面走。高亮认定这便是龙公，于是追上后用红缨枪奋力一戳，但忙乱中扎在右面装着苦水的水囊上，苦水向高亮冲来。高亮向回跑，跑了数里路有些累，刚回头看，大水便吞没了高亮。装甜水的水囊则被龙公推入玉泉山。高亮总算为北京城保住了水源，受到了人们的感念。后来，人们在高亮被大水吞没的地方兴建了一座高亮桥，这条河也就叫高亮河。
“高亮赶水”传说中的“高亮桥”便是实际中的高梁桥；“高亮河”便是实际中的高梁河。“高亮赶水”传说被改编为许多曲艺节目，如关学曾的北京琴书《高亮赶水》、郭德纲的铁片大鼓《高亮赶水》等等。